# آدام دی‌آنجلو
آدام دی‌آنجلو (انگلیسی: Adam D'Angelo؛ زادهٔ ۱۴ اوت ۱۹۸۴) کارآفرین اینترنتی آمریکایی است. او بیشتر برای نقشش به‌عنوان یکی از بنیان‌گذاران و مدیرعامل کورا مستقر در مانتین ویو، کالیفرنیا شناخته شده‌است. از ۲۰۰۲ تا ۲۰۰۶، او در مؤسسه فناوری کالیفرنیا در رشته علوم رایانه تحصیل کرد و مدرک کارشناسی گرفت.